# Lea Loveless

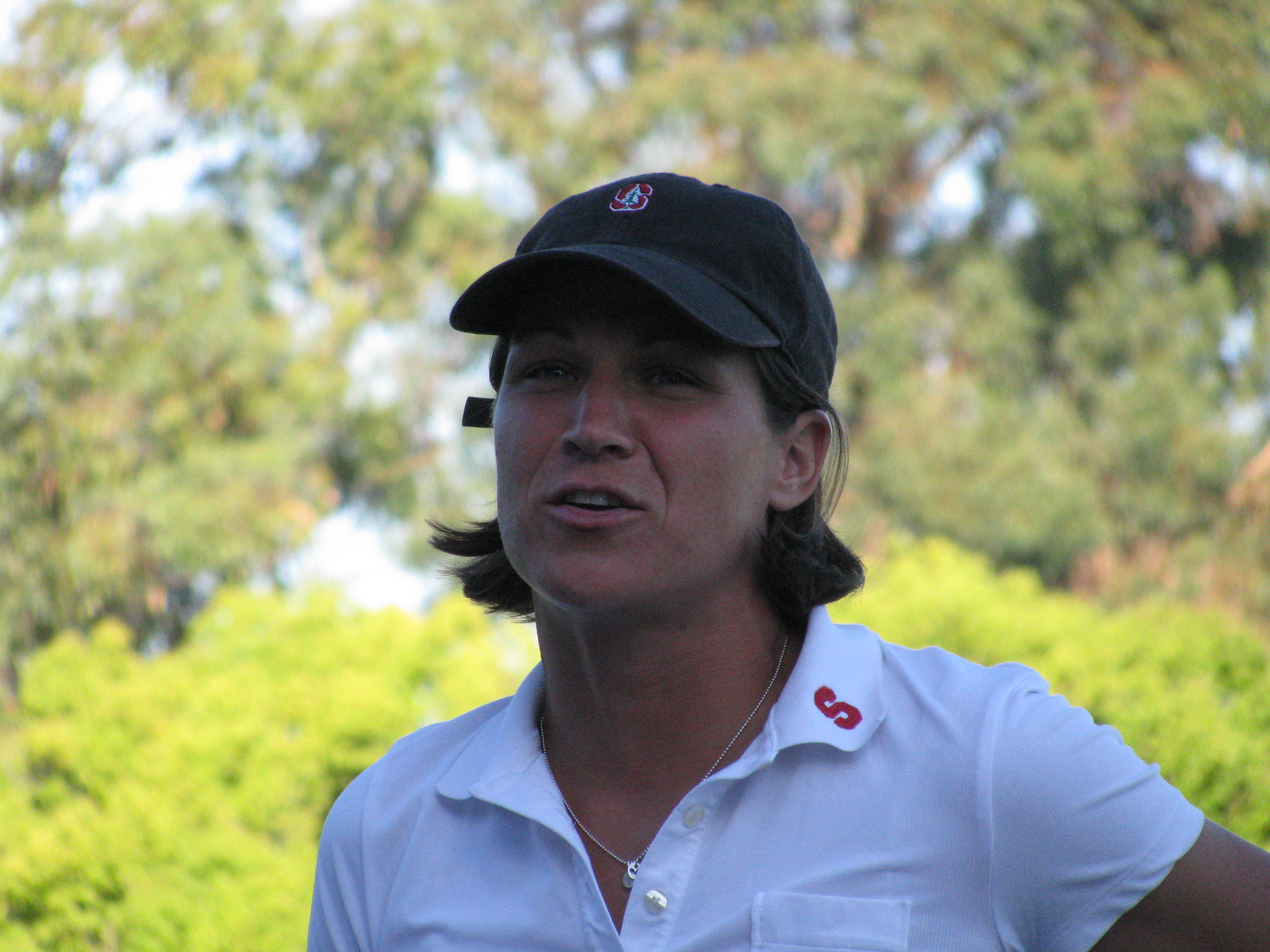
Lea Maurer (2008)

Lea Loveless, nach Heirat Lea Maurer, (* 1. April 1971 in Yonkers) ist eine ehemalige Schwimmerin aus den Vereinigten Staaten. Sie gewann bei Olympischen Spielen eine Gold- und eine Bronzemedaille sowie bei Weltmeisterschaften zwei Goldmedaillen und eine Silbermedaille.

## Karriere
Die internationale Karriere von Lea Loveless begann bei den Pan Pacific Swimming Championships 1989. Sie gewann dort den Wettbewerb im 100-Meter-Rückenschwimmen. Ebenfalls Gold gewann sie mit der 4-mal-100-Meter-Lagenstaffel. Auf der 200-Meter-Rückenstrecke belegte sie den fünften Platz. Zwei Jahre später belegte sie bei den Pan Pacific Swimming Championships 1991 den vierten Platz über 100 Meter Rücken und den fünften Platz über 200 Meter Rücken. Bei den Olympischen Spielen 1992 in Barcelona fand zunächst der Wettbewerb über 100 Meter Rücken statt. Loveless erreichte das Finale mit der zweitschnellsten Vorlaufzeit. Im Finale siegten die Ungarinnen Krisztina Egerszegi und Tünde Szabó, dahinter gewann Lea Loveless die Bronzemedaille vor der Australierin Nicole Stevenson. Die 4-mal-100-Meter-Lagenstaffel aus den Vereinigten Staaten qualifizierte sich in der Besetzung Janie Wagstaff, Megan Kleine, Summer Sanders und Nicole Haislett für das Finale und schwamm dabei die drittschnellste Zeit der Vorläufe. Im Finale traten Lea Loveless, Anita Nall, Crissy Ahmann-Leighton und Jenny Thompson für die Vereinigten Staaten an und siegten in der Weltrekordzeit von 4:02,54 Minuten mit zweieinhalb Sekunden Vorsprung auf die deutsche Staffel. Dieser Weltrekord wurde bei den Schwimmweltmeisterschaften 1994 unterboten. Einen Tag nach dem Staffelfinale qualifizierte sich Lea Loveless mit der zweitbesten Zeit für das Finale über 200 Meter Rücken. Im Finale siegte Krisztina Egerszegi vor der Deutschen Dagmar Hase und Nicole Stevenson. Lea Loveless belegte den vierten Platz mit über einer Sekunde Rückstand auf Stevenson.
Bei den Pan Pacific Swimming Championships 1993 siegte Loveless über 100 Meter Rücken und mit der Lagenstaffel, über 200 Meter Rücken gewann sie die Silbermedaille. 1994 bei den Weltmeisterschaften in Rom belegte Loveless den vierten Platz über 100 Meter Rücken. Die Lagenstaffel der Vereinigten Staaten mit Lea Loveless, Kristine Quance, Amy Van Dyken und Jenny Thompson gewann die Silbermedaille hinter der chinesischen Staffel, die in 4:01,67 einen neuen Weltrekord aufstellte. Im Jahr darauf gewann die US-Lagenstaffel die Silbermedaille bei den Pan Pacific Swimming Championships. Diese wurden in Atlanta ausgetragen und dienten als Generalprobe für die Olympischen Spiele 1996, für die sich Lea Loveless allerdings nicht qualifizieren konnte. 1997 gewann die mittlerweile verheiratete Lea Maurer bei den Pan Pacific Swimming Championships sowohl über 100 Meter als auch über 200 Meter Rücken die Silbermedaille jeweils hinter der Japanerin Mai Nakamura. Zum Abschluss ihrer Karriere siegte sie bei den Schwimmweltmeisterschaften 1998 in Perth über 100 Meter Rücken vor Nakamura und der Deutschen Sandra Völker. Ebenfalls Gold gewann sie mit der Lagenstaffel in der Besetzung Lea Maurer, Kristy Kowal, Jenny Thompson und Amy van Dyken. Im 200-Meter-Rückenschwimmen belegte sie zum Abschluss ihrer Karriere den fünften Platz.
Lea Loveless studierte an der Stanford University und gewann 13 nationale College-Titel. Nach ihrem Studienabschluss war sie Trainerin in Stanford und an der University of Southern California.